# Jesús Manuel Corona
Jesús Manuel Corona Ruíz (* 6. ledna 1993 Hermosillo), známý jako Tecatito Corona, je mexický profesionální fotbalista, který hraje na pozici pravého křídelníka či obránce za španělský klub Sevilla FC a za mexický národní tým.

## Klubová kariéra
Corona začal svou kariéru v roce 2010 v mexickém klubu CF Monterrey, kde strávil tři roky před přestupem do zahraničí. Přestoupil do nizozemského klubu FC Twente. Do portugalského Porta přestoupil v roce 2015; v jehož dresu odehrál 287 zápasů a vyhrál dva tituly v Primeira Lize.

## Reprezentační kariéra
Od roku 2014 je Corona součástí mexické reprezentace, se kterou v roce 2015 vyhrál Zlatý pohár CONCACAF. Svou zemi také reprezentoval na Mistrovství světa ve fotbale 2018, Zlatém poháru 2021 a na dvou turnajích Copa América.

## Statistiky

### Klubové
K 19. lednu 2022
| Klub      | Sezóna  | Liga          | Liga   | Liga | Národní pohár | Národní pohár | Ligový pohár | Ligový pohár | Kontinentální poháry | Kontinentální poháry | Ostatní | Ostatní | Celkem | Celkem |
| Klub      | Sezóna  | Liga          | Zápasy | Góly | Zápasy        | Góly          | Zápasy       | Góly         | Zápasy               | Góly                 | Zápasy  | Góly    | Zápasy | Góly   |
| --------- | ------- | ------------- | ------ | ---- | ------------- | ------------- | ------------ | ------------ | -------------------- | -------------------- | ------- | ------- | ------ | ------ |
| Monterrey | 2010/11 | Liga MX       | 1      | 0    | —             | —             | —            | —            | 2                    | 0                    | —       | —       | 3      | 0      |
| Monterrey | 2011/12 | Liga MX       | 10     | 1    | —             | —             | —            | —            | 3                    | 1                    | —       | —       | 13     | 2      |
| Monterrey | 2012/13 | Liga MX       | 26     | 1    | —             | —             | —            | —            | 9                    | 2                    | 3       | 2       | 38     | 5      |
| Monterrey | Celkem  | Celkem        | 37     | 2    | —             | —             | —            | —            | 14                   | 3                    | 3       | 2       | 54     | 7      |
| Twente    | 2013/14 | Eredivisie    | 15     | 2    | 1             | 0             | —            | —            | —                    | —                    | —       | —       | 16     | 2      |
| Twente    | 2014/15 | Eredivisie    | 27     | 9    | 4             | 2             | —            | —            | —                    | —                    | —       | —       | 31     | 11     |
| Twente    | 2015/16 | Eredivisie    | 4      | 0    | 0             | 0             | —            | —            | —                    | —                    | —       | —       | 4      | 0      |
| Twente    | Celkem  | Celkem        | 46     | 11   | 5             | 2             | —            | —            | —                    | —                    | —       | —       | 51     | 13     |
| Porto     | 2015/16 | Primeira Liga | 28     | 8    | 1             | 0             | 2            | 0            | 4                    | 0                    | —       | —       | 35     | 8      |
| Porto     | 2016/17 | Primeira Liga | 29     | 3    | 1             | 1             | 2            | 0            | 9                    | 2                    | —       | —       | 41     | 6      |
| Porto     | 2017/18 | Primeira Liga | 27     | 3    | 3             | 0             | 3            | 0            | 8                    | 0                    | —       | —       | 41     | 3      |
| Porto     | 2018/19 | Primeira Liga | 34     | 3    | 5             | 0             | 5            | 0            | 8                    | 3                    | 1       | 1       | 53     | 7      |
| Porto     | 2019/20 | Primeira Liga | 33     | 4    | 5             | 0             | 4            | 0            | 9                    | 0                    | —       | —       | 51     | 4      |
| Porto     | 2020/21 | Primeira Liga | 30     | 2    | 5             | 1             | 2            | 0            | 10                   | 0                    | 1       | 0       | 48     | 3      |
| Porto     | 2021/22 | Primeira Liga | 11     | 0    | 1             | 0             | 2            | 0            | 4                    | 0                    | —       | —       | 18     | 0      |
| Porto     | Celkem  | Celkem        | 192    | 23   | 21            | 2             | 20           | 0            | 52                   | 5                    | 2       | 1       | 287    | 31     |
| Sevilla   | 2021/22 | La Liga       | 1      | 0    | 1             | 0             | —            | —            | 0                    | 0                    | —       | —       | 2      | 0      |
| Celkem    | Celkem  | Celkem        | 276    | 36   | 27            | 4             | 20           | 0            | 66                   | 8                    | 5       | 3       | 394    | 51     |

### Reprezentační
K 16. listopadu 2021
| Mexiko | Mexiko | Mexiko |
| Rok    | Zápasy | Góly   |
| ------ | ------ | ------ |
| 2014   | 2      | 0      |
| 2015   | 16     | 3      |
| 2016   | 8      | 3      |
| 2017   | 6      | 1      |
| 2018   | 8      | 0      |
| 2019   | 2      | 0      |
| 2020   | 3      | 1      |
| 2021   | 18     | 2      |
| Celkem | 63     | 10     |

#### Reprezentační góly
Skóre a výsledky Mexika jsou vždy zapisovány jako první.
| Gól | Datum              | Místo                                                       | Soupeř    | Skóre | Výsledek        | Soutěž                                |
| --- | ------------------ | ----------------------------------------------------------- | --------- | ----- | --------------- | ------------------------------------- |
| 1.  | 30. května 2015    | Estadio Víctor Manuel Reyna, Tuxtla Gutiérrez, Mexiko       | Guatemala | 3:0   | 3:0             | Přátelský zápas                       |
| 2.  | 26. července 2015  | Lincoln Financial Field, Filadelfie, Spojené státy americké | Jamajka   | 2:0   | 3:1             | Zlatý pohár 2015                      |
| 3.  | 17. listopadu 2015 | Estadio Olímpico Metropolitano, San Pedro Sula, Honduras    | Honduras  | 1:0   | 2:0             | Kvalifikace na Mistrovství světa 2018 |
| 4.  | 25. března 2016    | BC Place Stadium, Vancouver, Kanada                         | Kanada    | 3:0   | 3:0             | Kvalifikace na Mistrovství světa 2018 |
| 5.  | 29. března 2016    | Aztécký stadion, Ciudad de México, Mexiko                   | Kanada    | 2:0   | 2:0             | Kvalifikace na Mistrovství světa 2018 |
| 6.  | 13. června 2016    | NRG Stadium, Houston, Spojené státy americké                | Venezuela | 1:1   | 1:1             | Copa América 2016                     |
| 7.  | 1. června 2017     | MetLife Stadium, East Rutherford, Spojené státy americké    | Irsko     | 1:0   | 3:1             | Přátelský zápas                       |
| 8.  | 13. října 2020     | Cars Jeans Stadion, Haag, Nizozemsko                        | Alžírsko  | 1:0   | 2:2             | Přátelský zápas                       |
| 9.  | 6. června 2021     | Empower Field, Denver, Spojené státy americké               | USA       | 1:0   | 2:3 Šablona:Aet | Liga národů 2019/20                   |
| 10. | 8. září 2021       | Estadio Rommel Fernández, Panamá, Panama                    | Panama    | 1:1   | 1:1             | Kvalifikace na Mistrovství světa 2022 |

## Ocenění

### Klubová

#### Monterrey
- Liga MX: Apertura 2010[11]
- Liga mistrů CONCACAF: 2010/11, 2011/12, 2012/13[12][13][14]

#### Porto
- Primeira Liga: 2017/18, 2019/20[15]
- Taça de Portugal: 2019/20
- Supertaça Cândido de Oliveira: 2018, 2020

### Reprezentační

#### Mexiko
- Zlatý pohár: 2015
- CONCACAF Cup: 2015

### Individuální
- Nejlepší mladý hráč Zlatého poháru: 2015[16]
- Nejlepší jedenáctka Zlatého poháru: 2015[17]
- Gól roku CONCACAF: 2016[18]
- Gól měsíce Primeira Ligy: leden 2020[19]
- Hráč roku Primeira Ligy: 2019/20[20]
- Jedenáctka sezóny Primeira Ligy: 2019/20[21]
- Hráč roku FC Porto: 2019/20[22]